# Angelo Curti
Angelo Curti (Napoli, 9 agosto 1959) è un produttore cinematografico italiano.

## Biografia
Compagno di studi di Mario Martone, con lui fonda negli anni settanta la compagnia teatrale Falso Movimento, che annoverava tra i membri Andrea Renzi, Licia Maglietta, Pasquale Mari, Daghi Rondanini e Lino Fiorito, e a cui si unirà successivamente Toni Servillo e la sua compagnia, dando vita a Teatri Uniti. Dall'esperienza teatrale Curti trae ispirazione per lo sviluppo di una cultura cinematografica napoletana, che vede in Martone e successivamente nell'esordiente Paolo Sorrentino il riferimento per le sue produzioni artistiche. Nel 2024 recita una parte nel terzo episodio di Vincenzo Malinconico, avvocato d'insuccesso 2.

## Filmografia
- Morte di un matematico napoletano, regia di Mario Martone (1992)
- Rasoi, regia di Mario Martone (1993)
- L'amore molesto, regia di Mario Martone (1995)
- Il verificatore, regia di Stefano Incerti (1995)
- Teatro di guerra, regia di Mario Martone (1998)
- Prima del tramonto, regia di Stefano Incerti (1999)
- L'uomo in più, regia di Paolo Sorrentino (2001)
- La volpe a tre zampe, regia di Sandro Dionisio (2004)
- Le conseguenze dell'amore, regia di Paolo Sorrentino (2004)
- Quijote, regia di Mimmo Paladino (2006)
- Gorbaciof, regia di Stefano Incerti (2010)
- Napoli 24, registi vari, documentario (2010)
- Santa Lucia, regia di Marco Chiappetta (2021)